# Nationale Garde van Georgië

Vlag van de Nationale Garde van Georgië

De Nationale Garde van Georgië (Georgisch: საქართველოს ეროვნული გვარდია, sakartvelos erovnuli gvardia) maakt deel uit van de Georgische krijgsmacht met een eigen departement in het Georgische Ministerie van Defensie. De Nationale Garde heeft tot taak het land te verdedigen tegen externe bedreigingen, tegen interne onrusten en tegen natuurrampen. Daarnaast is de Nationale Garde verantwoordelijk voor de mobilisatie van reservisten. 
De Nationale Garde van Georgië werd op 20 december 1990 opgericht, als eerste nationale militaire eenheid van de, toen nog, Georgische Socialistische Sovjetrepubliek. De eenheid werd toen door vrijwilligers bemand, voornamelijk bestaande uit voormalige milities en guerrillastrijders. Zviad Gamsachoerdia, voorzitter van de Georgische Opperste Sovjet, benoemde Tengiz Kitovani tot opperbevelhebber. In augustus 1991, de onafhankelijkheid van Georgië was inmiddels uitgeroepen, werd Kitovani echter vervangen omdat hij opdrachten van Gamsachoerdia genegeerd had. Met een aantal voormalig gardisten verschanste Kitovani zich vervolgens in de Rkoni-kloof, vanwaar hij zich aansloot bij de oppositie. Daardoor raakte een deel van de Nationale Garde op 22 december 1991 betrokken bij de belegering van het parlementsgebouw, leidend tot de vlucht van Gamsachoerdia en het aantreden van president Edoeard Sjevardnadze na nieuwe verkiezingen.
Als Minister van Defensie kreeg Kitovani wederom het bevel over de weer verenigde Nationale Garde, die werd omgedoopt in de Snelle Reactie Macht maar die in het dagelijkse spraakgebruik toch als Nationale Garde bekend bleef. De Garde kampte echter met disciplinaire problemen in de gelederen. In april 1992 besloot de regering dan ook dat de Nationale Garde geïntegreerd moest worden in een nationale krijgsmacht van dienstplichtigen, met minstens 20.000 manschappen. In mei 1993 werd dit gerealiseerd. Als onderdeel van de nationale krijgsmacht werd de Nationale Garde in de daarop volgende jaren ingezet bij de conflicten in Zuid-Ossetië en Abchazië. Pogingen om invloed uit te oefenen op de politieke situatie in Georgië werden niet meer ondernomen.